# Pocahontas (Arkansas)
Pocahontas is een plaats (city) in de Amerikaanse staat Arkansas, en valt bestuurlijk gezien onder Randolph County.

## Demografie
Bij de volkstelling in 2000 werd het aantal inwoners vastgesteld op 6518.
In 2006 is het aantal inwoners door het United States Census Bureau geschat op 6845, een stijging van 327 (5.0%).

## Geografie
Volgens het United States Census Bureau beslaat de plaats een oppervlakte van
19,5 km², waarvan 19,0 km² land en 0,5 km² water. Pocahontas ligt op ongeveer 113 m boven zeeniveau.

## Plaatsen in de nabije omgeving
De onderstaande figuur toont nabijgelegen plaatsen in een straal van 24 km rond Pocahontas.